# 元素鉱物

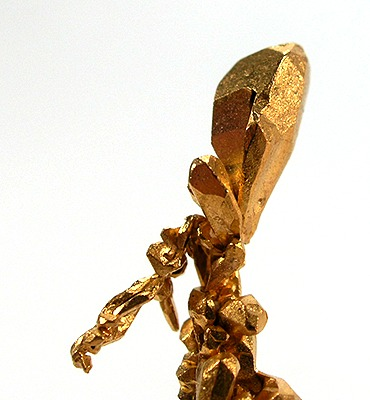
自然金

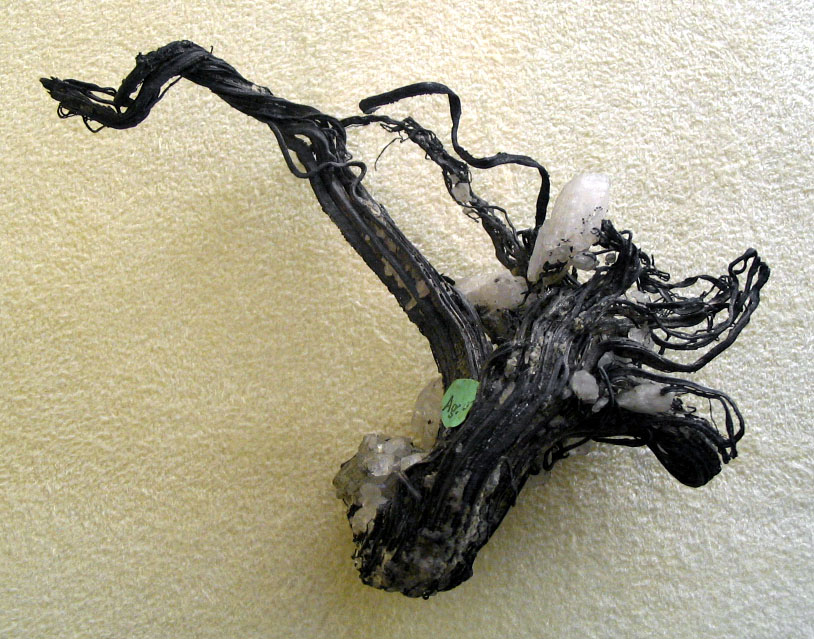
自然銀（ヒゲ状）

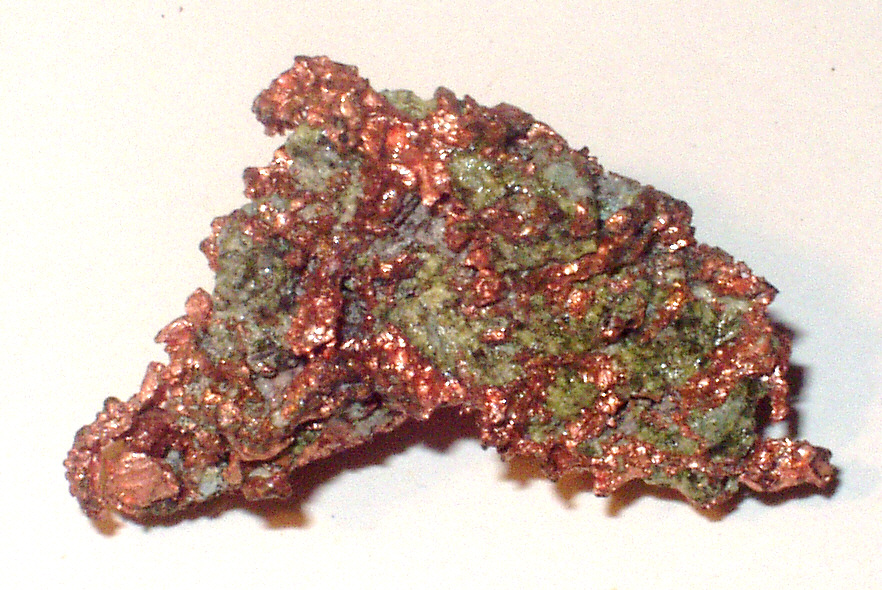
自然銅

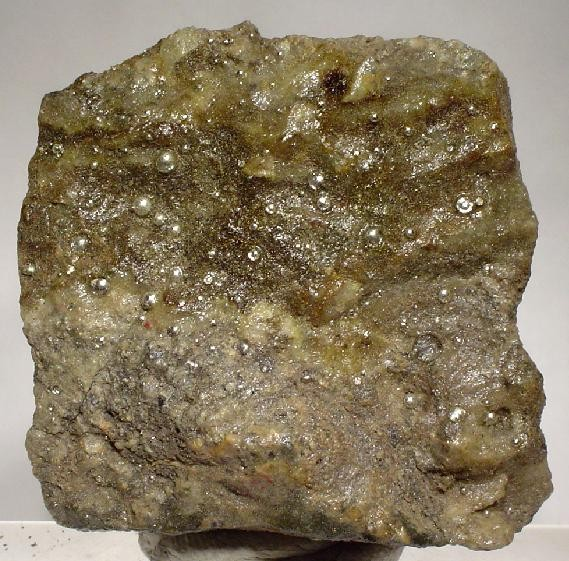
自然水銀（球状の部分）

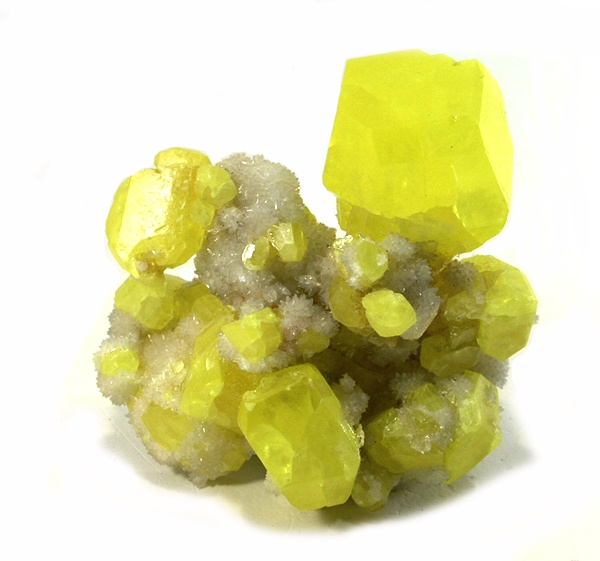
自然硫黄

元素鉱物 (げんそこうぶつ、英: native element mineral) とは、鉱物学における鉱物の分類の1つである。

## 概要
元素鉱物は、単一の元素からなる単体、あるいは合金からなる組成を持つ。ただし、元素としての性質に近い化学的性質を持つ化合物である炭化物、ケイ化物、窒化物、リン化物で構成された鉱物は、例外的に元素鉱物に含まれる。
単体で構成された鉱物の場合、鉱物の正式な名称としては元素そのものの名前が鉱物が使われるが、語弊が生じる場合などは、英名は「Native」、和名は「自然」をつける。例えば金で構成された鉱物は、正式な名称は「金 (Gold)」であるが、特に元素と区別する場合には「自然金 (Native Gold)」となる。日本語の書籍では、和名は自然をつけていても英名は元素名そのままで書かれている傾向がある。
元素鉱物に限った話ではないが、天然の産物である鉱物では、例えば自然金でも金が100%で構成されていることはまず無く、例えば銀、銅、水銀といった不純物を含む。特に銀とは自然銀と連続的に組成が変わるほどである。その場合、モル比で最も多い元素を鉱物名として名づける。例えば金が60%、銀が40%の割合ならば、名前は自然金となる。ただし、結晶構造が変わるならば、別種の鉱物となり独自の名前が付く。

## 元素鉱物の一覧

### 金属元素および合金

#### 銅 - クパライト族
- 自然銅 (Copper)
- 自然鉛 (Lead)
- 自然金 (Gold)
- 自然銀 (Silver)
- 自然ニッケル (Nickel)
- 自然アルミニウム (Aluminium)
- オーリキュプライド（英語版）(Auricupride)
- テトラオーリキュプライド (Tetra-auricupride)
- ノヴォドネプライト (Novodneprite)
- カチルク鉱（英語版）(Khatyrkite)
- アニュイ鉱 (Anyuiite)
- クパライト（英語版）(Cupalite)
- フンチュン鉱 (Hunchunite)

#### 自然亜鉛 - 真鍮族
- 自然チタン (Titanium)
- 自然カドミウム (Cadmium)
- 自然亜鉛 (Zinc)
- ツァンヘン鉱 (Zhanghengite)
- ダンバ鉱 (Danbaite)

#### 自然インジウム - 自然錫族
- 自然インジウム (Indium)
- 自然錫 (Tin)
- ユァンジャン鉱 (Yuanjiangite)
- ソロサイト (Sorosite)

#### 自然水銀 - アマルガム族
- 自然水銀 (Mercury)
- ベレンドルフ鉱 (Belendorffite)
- コリマ鉱 (Kolymite)
- パラシャフネル鉱 (Paraschachnerite)
- シャフネル鉱 (Schachnerite)
- ルアンヘ鉱 (Luanheite)
- オイゲン鉱 (Eugenite)
- モシェルランズベルグ鉱（英語版）(Moschellandsbergite)
- ウェイシャン鉱 (Weishanite)
- ポタロ鉱 (Potarite)
- 鉛アマルガム (Leadamalgam)

#### 自然鉄 - 自然クロム族
- 自然鉄 (Iron)
- 自然クロム (Chromium)
- テーナイト (Taenite)
- テトラテーナイト (Tetrataenite)
- クロムフェライド (Chromferide)
- ワイラウ鉱 (Wairauite)
- 自然クロム鉄 (Ferchromide)
- アワルワ鉱（英語版）(Awaruite)
- ジェドワバイト (Jedwabite)
- 自然バナジウム (Vanadium)
- 自然タングステン (Tungsten)

#### 白金族
- 自然オスミウム (Osmium)
- ルテノイリドスミン (Rutheniridosmine)
- 自然ルテニウム (Ruthenium)
- 自然パラジウム (Palladium)
- 自然イリジウム (Iridium)
- 自然ロジウム (Rhodium)
- 自然白金 (Platinum)

### 白金族合金
- ガルチ鉱 (Garutiite)
- 六方鉄（英語版）(Hexaferrum)
- アトク鉱 (Atokite)
- ツヴィアギンツェフ鉱 (Zvyagintsevite)
- ルステンブルグ鉱 (Rustenburgite)
- タイミール鉱 (Taimyrite)
- タチャナ鉱 (Tatyanaite)
- パオロフ鉱 (Paolovite)
- 鉛パラジウム鉱 (Plumbopalladinite)
- 錫パラジウム鉱 (Stannopalladinite)
- カブリ鉱（英語版）(Cabriite)
- チェンデ鉱 (Chengdeite)
- イソ鉄白金 (Isoferroplatinum)
- 鉄ニッケル白金 (Ferronickelplatinum)
- トゥラミーン鉱 (Tulameenite)
- スケアガード鉱（英語版）(Skaergaardite)
- ユィシュン鉱 (Yixunite)
- ダミアオ鉱 (Damiaoite)
- ニグリ鉱 (Niggliite)
- ボートニコバイト (Bortnikovite)
- ニエルセン鉱 (Nielsenite)

### 金属元素炭化・ケイ化・窒化・リン化物

#### 炭化物
- コーヘナイト (Cohenite)
- イソフ鉱 (Isovite)
- ハクソン鉱（英語版）(Haxonite)
- トンバイ鉱（英語版）(Tongbaite)
- カムラバエフ鉱（英語版）(Khamrabaevite)
- 自然炭化ニオブ (Niobocarbide)
- 自然炭化タンタル (Tantalcaebide)
- クソング鉱（英語版）(Qusongite)
- ヤーロング鉱 (Yarlongite)

#### ケイ化物
- ザングボ鉱 (Zangboite)
- マヴリアノヴ鉱（英語版）(Mavlyanovite)
- スエッス鉱（英語版）(Suessite)
- ペリー鉱 (Perryite)
- ルオブサ鉱 (Luobusaite)
- ハプケ鉱（英語版）(Hapkeite)
- ツィフェング鉱（英語版）(Xifengite)
- ブラウンリー石 (Brownleeite)
- ムラシュコ鉱 (Murashkoite)
- Gupeiite
- Linzhiite

#### 窒化物
- ロアルド鉱（英語版）(Roaldite)
- カールスベルグ鉱（英語版）(Carlsbergite)
- オスボーン鉱（英語版）(Osbornite)
- Qingsongite

#### リン化物
- シュライベルス鉱 (Schreibersite)
- 自然リン化ニッケル (Nickelphosphide)
- バリンジャー鉱 (Barringerite)
- モニパイト (Monipite)
- アラボグダノフ鉱（英語版）(Allabogdanite)
- アンドリューイワノフ石 (Andreyivanovite)
- フロレンスキー鉱 (Florenskyite)
- メリニ鉱 (Melliniite)

### 半金属元素および非金属元素

#### ヒ素族
- 自然蒼鉛 (Bismuth)
- 自然アンチモン (Antimony)
- 自然砒 (Arsenic)
- ヒ素アンチモン（英語版）(Stibarsen)
- 輝砒鉱 (Arsenolamprite)
- パラ輝砒鉱 (Parasenolamprite)
- パラドクラス鉱 (Paradocrasite)

#### 炭素 - ケイ素族
- 石墨 (Graphite)
- チャオ石 (Chaoite)
- ダイヤモンド (Diamond)
- ロンズデイル石 (Lonsdaleite)
- 自然ケイ素 (Silicon)

#### 硫黄 - セレン族
- 自然硫黄 (Sulfur)
- ガンマ硫黄 (Rosickyite)
- 自然テルル (Tellurium)
- 自然セレン (Selenium)

### 非金属元素炭化・窒化物

#### 非金属元素炭化物
- モアッサン石 (Moissanite)

#### 非金属元素窒化物
- ニエル石（英語版） (Nierite)
- シノ石（英語版）(Sinoite)

### 未分類元素鉱物
- 六方モリブデン（英語版）(Hexamolybdenum)

## その他
元素鉱物に分類される鉱物で日本で初めて発見された新鉱物は、1974年に北海道で発見された自然ルテニウムと、1999年に大分県で発見されたパラ輝砒鉱である。また再定義により日本の産地が模式標本となったのは1991年に再定義された北海道のルテノイリドスミンである。
2012年、アントゾナイトと呼ばれる蛍石の変種中にフッ素の単体が含まれている事が発見された。これは鉱物種としては認められていない。
発見の報告はあるものの、存在が承認されていない元素鉱物も数多くあり、単一の元素で構成されたものでは自然ホウ素 (Boron) 、自然フラーレン (Fullerite) 、自然リン (Phosphorus) 、三方チタン (Tetragonal Titanium) 、自然マンガン (Manganese) 、自然コバルト (Cobalt) 、自然ニオブ (Niobium)  、自然モリブデン (Molybdenum) 、自然ヨウ素 (Iodiune) 、自然タンタル (Tantalum) 、自然レニウム (Rhenium)がある。